# تاتسویا سوزوکی (بازیکن فوتبال، زاده ۱۹۸۸)

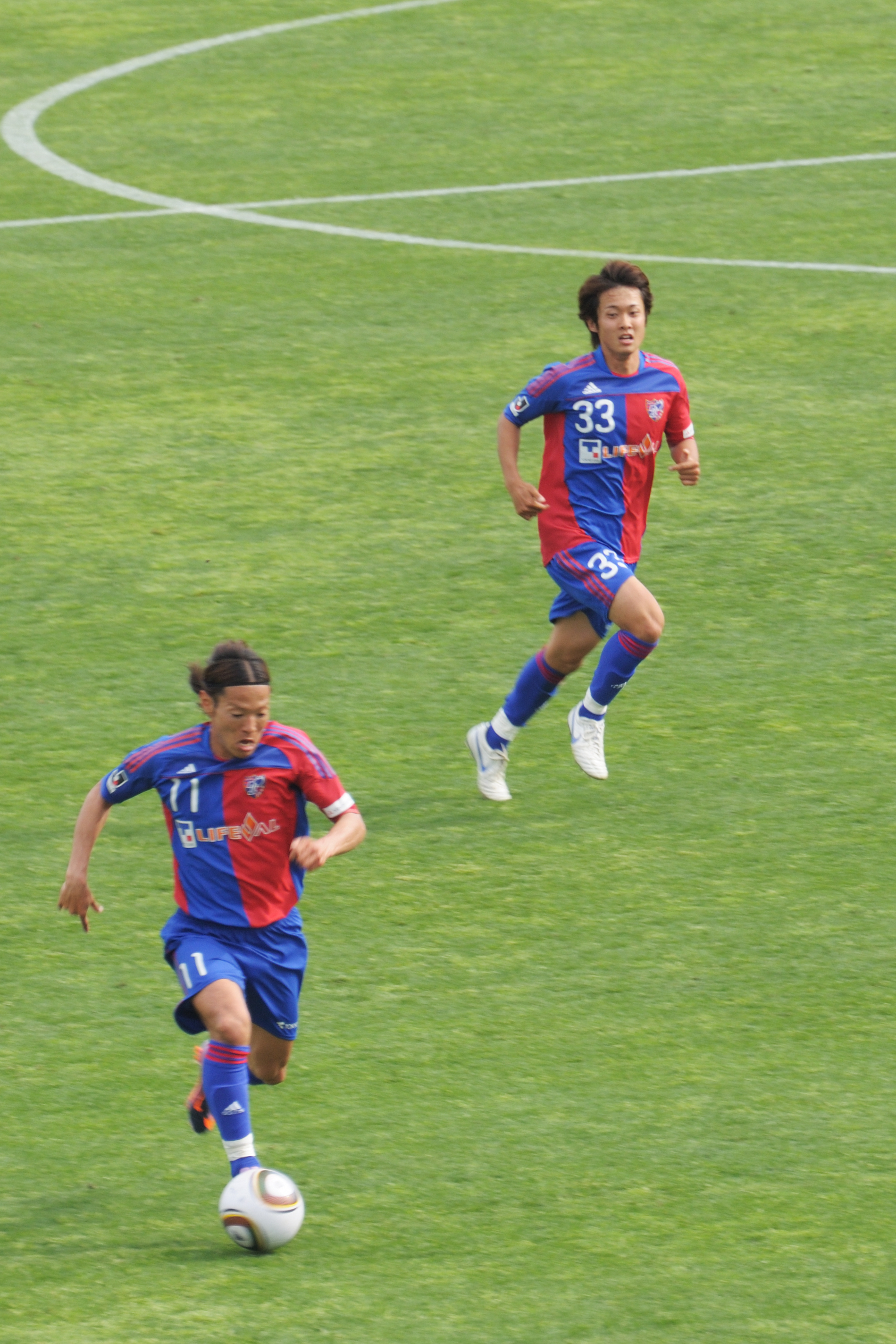
تاتسویا سوزوکی (بازیکن پشت توپ) - ۲۰۱۰

تاتسویا سوزوکی (ژاپنی: 鈴木 達矢؛ زادهٔ ۲۹ اوت ۱۹۸۸) یک بازیکن فوتبال اهل ژاپن است.
از باشگاه‌هایی که در آن بازی کرده‌است می‌توان به باشگاه فوتبال کاوازاکی فرونتال اشاره کرد.